# ジョン・オストロム
ジョン・H・オストロム（John H. Ostrom、1928年2月18日 - 2005年7月16日）は、アメリカの古生物学者であり、1960年代における恐竜への現代的な理解への改革を行った。彼は恐竜がトカゲ（爬虫類）のようなものではなく、むしろ大きな飛ばない鳥であるという、1860年代にトマス・ヘンリー・ハクスリーにより初めて提案されたもののあまり支持を得ていなかったアイディアを論証した。初めてのオストロムによる原始的な鳥類である始祖鳥ついての広範な骨学と系統学についてのレビューは1976年に発表された。中国における最終的な羽毛恐竜の発見に対する彼の反応は、何年もの辛辣な討論の後であったため、ほろ苦いものであった（Gentile, 2000）。

## 生い立ちと経歴
オストロムはニューヨーク市で生まれ、Union Collegeに学んだ。オストロムは父のような医師をこころざした。しかしジョージ・ゲイロード・シンプソンの著書「The Meaning of Evolution」を読んで考えを変えた。コロンビア大学に入学しエドウィン・ハリス・コルバートの元で研究した。
1952年、ナンシー・グレイス・ハートマン（2003年死去）と結婚し2人の娘カレンとアリシアをもうけた。
オストロムはイェール大学に移る以前にブルックリンカレッジで1年教鞭をとり、Beloit Collegeで5年を過ごしている。オストロムはイェール大学の教授であり、ピーボディー自然史博物館の古脊椎動物学の名誉キュレーターであった、この博物館はオスニエル・チャールズ・マーシュによって始められた目覚しい化石コレクションが収蔵されている。コネチカット州、Litchfieldにてアルツハイマー病による合併症のため77歳で死去している。

## 温血のデイノニクス
1964年のオストロムによるデイノニクスの発見は史上最も重要な化石の発見と考えられている。デイノニクスは初めて発見されたラプターであり、獲物に飛びかかり恐ろしい鉤爪で切りつけるか突き刺して殺すという、活発な捕食者であった。活発な活動の証拠として尾に沿って走る長い腱があり、これによってジャンプしたり走ったりした際にバランスをとる硬直した尾を形成していた。この、「少なくとも恐竜の中には高度な代謝を持つものがおり、少なくとも部分的にはかのように温血性であった」という結論は、彼の学生であったロバート・T・バッカーによって大衆化した、そして恐竜は冷血で、のろまでトカゲのような生き物であるという前世紀よりはびこっていた印象を変えることとなった（恐竜ルネッサンス）。
このことはプロの恐竜イラストレーターがどのように恐竜を描くかということと、大衆の目の両方を変えた。この発見はまた恐竜ルネッサンスの引き金とも信じられている。この用語は1975年発行のサイエンティフィック・アメリカン誌においてバッカーによって作られたもので、古生物学において興味深い新たな情報の流入によって更新されたデータベースを記述するためのものであり、1970年代より現在まで続く恐竜の多様性について記録の倍加を受けてのものである。

## 始祖鳥と飛翔の起源、ハドロサウルスの群れ
オストロムは恐竜と鳥類の関係に興味を持つに当たって、初め現在ハールレム標本の始祖鳥として知られているものの研究からはじめた。この標本は1855年に発見され、実際には最初に発見された標本であるが誤ってプテロダクティルス・クラッシペスであるとラベルされ、オランダのTeylers Museumにひっそりと置かれていた。オストロムは1970年の論文（及び1972年の記載）においてこれが正しくは世界で8つしかない最初の鳥（孤立した羽毛を含む）の一つであることを示した。
オストロムはまた、化石化したハドロサウルスの足跡を読み取りカモノハシ恐竜が群れで移動していたと結論付けている。